# بطولة ست ساعات في البحرين 2014
بطولة ست ساعات في البحرين 2014 هي سباق سيارات أقيم في حلبة البحرين الدولية في الصخير بالبحرين من 13 إلى 15 نوفمبر 2014 وهو السباق السابع ضمن موسم 2014. فاز في السباق ألكساندر وورز وستيفان سارازين ومايك كونواي بالسيارة رقم سبعة تي إس 040 هايبريد تويوتا.